# Panopticon

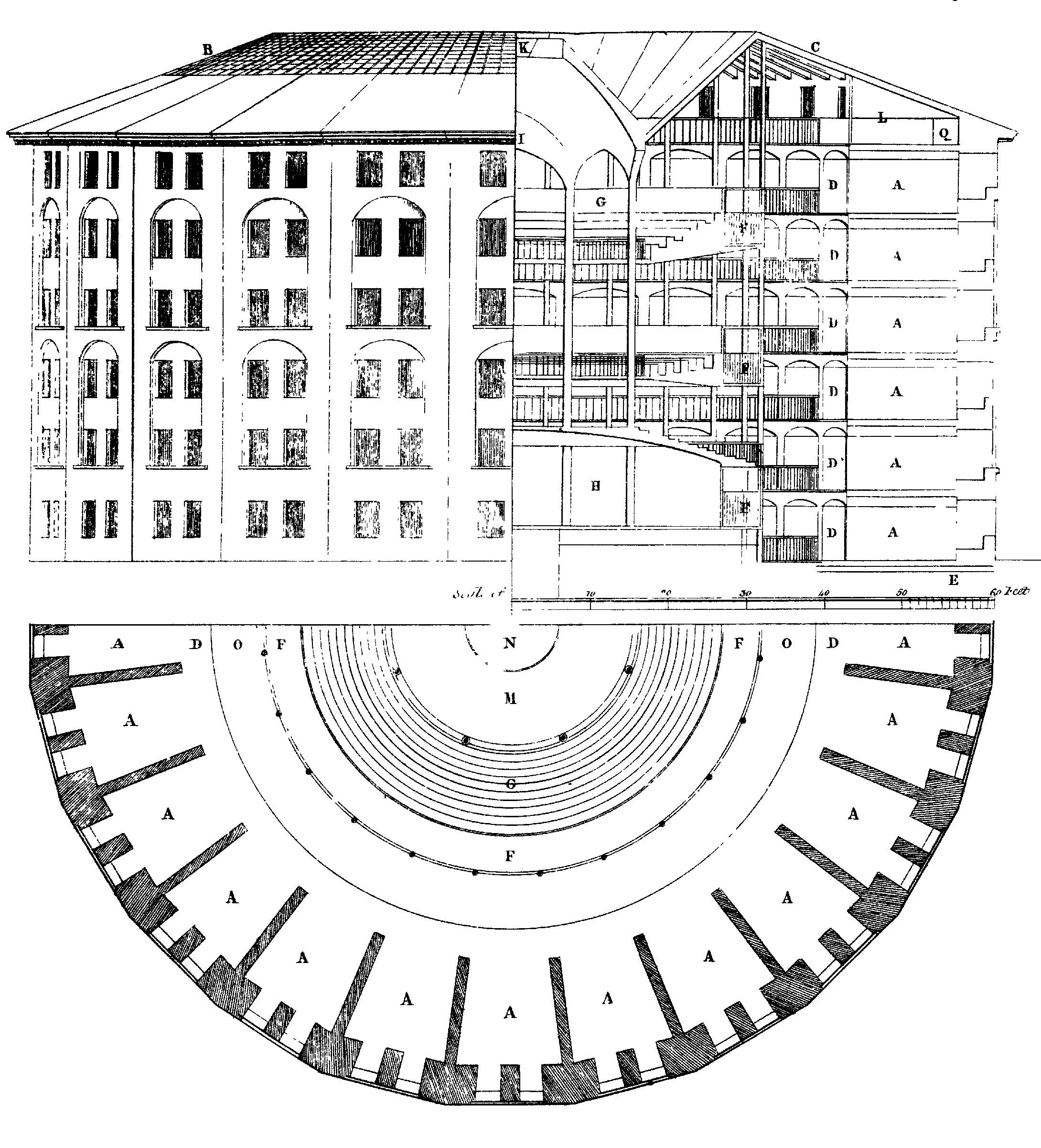
Panopticon-Skizze von Jeremy Bentham (1791)

Das Panopticon (von griechisch παν pān, ‚alles‘, und οπτικό optikó, ‚zum Sehen gehörend‘), latinisiert auch Panoptikum, ist ein von dem britischen Philosophen und Begründer des klassischen Utilitarismus Jeremy Bentham stammendes Konzept zum Bau von Gefängnissen und ähnlichen Anstalten, aber auch von Fabriken, das die gleichzeitige Überwachung vieler Menschen durch einen einzelnen Überwacher ermöglicht.
Der französische Philosoph des späten 20. Jahrhunderts Michel Foucault bezeichnete dieses Ordnungsprinzip als Modell moderner Überwachungsgesellschaften und als wesentlich für westlich-liberale Gesellschaften, die er auch Disziplinargesellschaften nennt. In Anlehnung daran entwickelte er seinen Begriff des Panoptismus.

## Jeremy Benthams architektonischer Entwurf

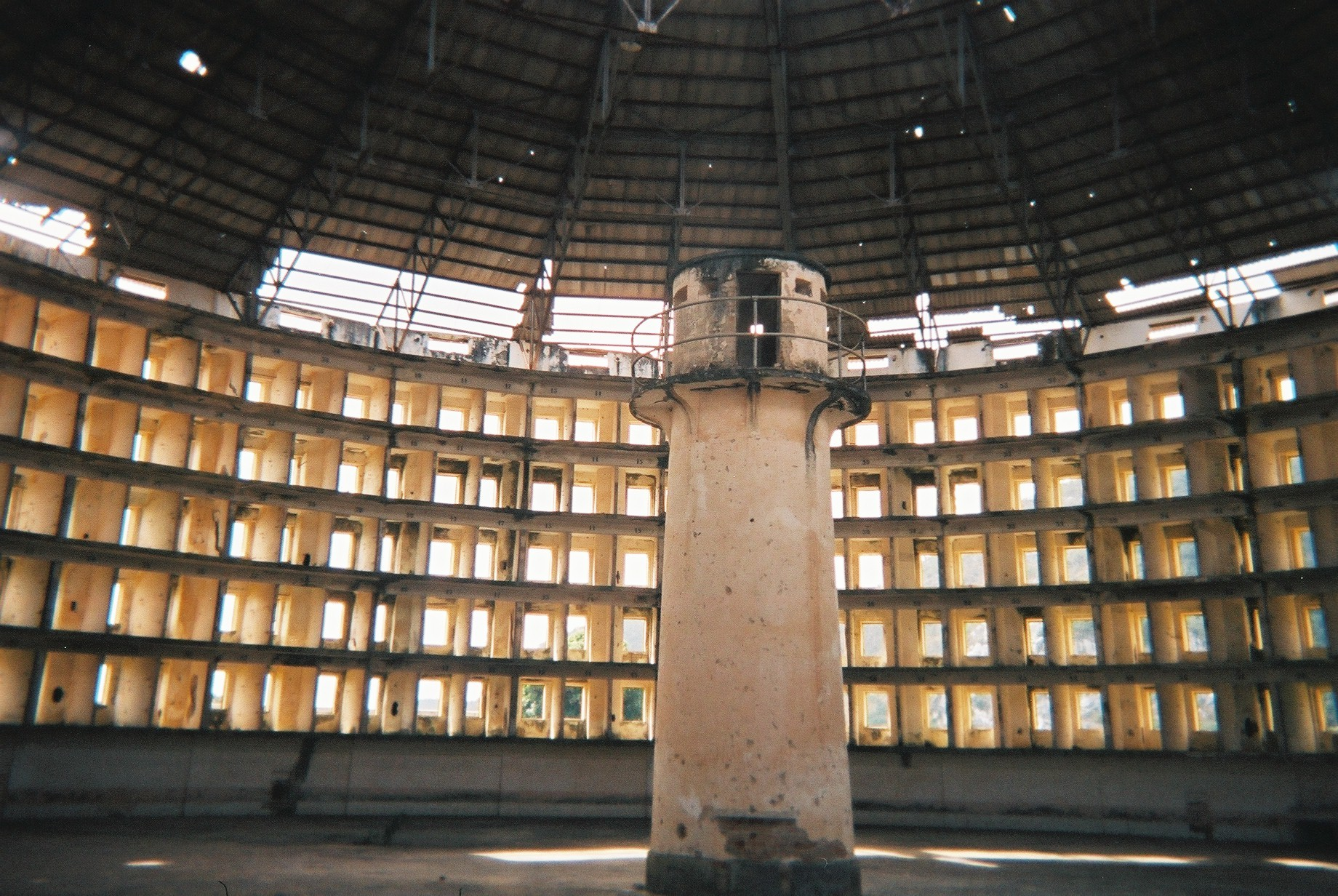
Presidio Modelo, Innenansicht

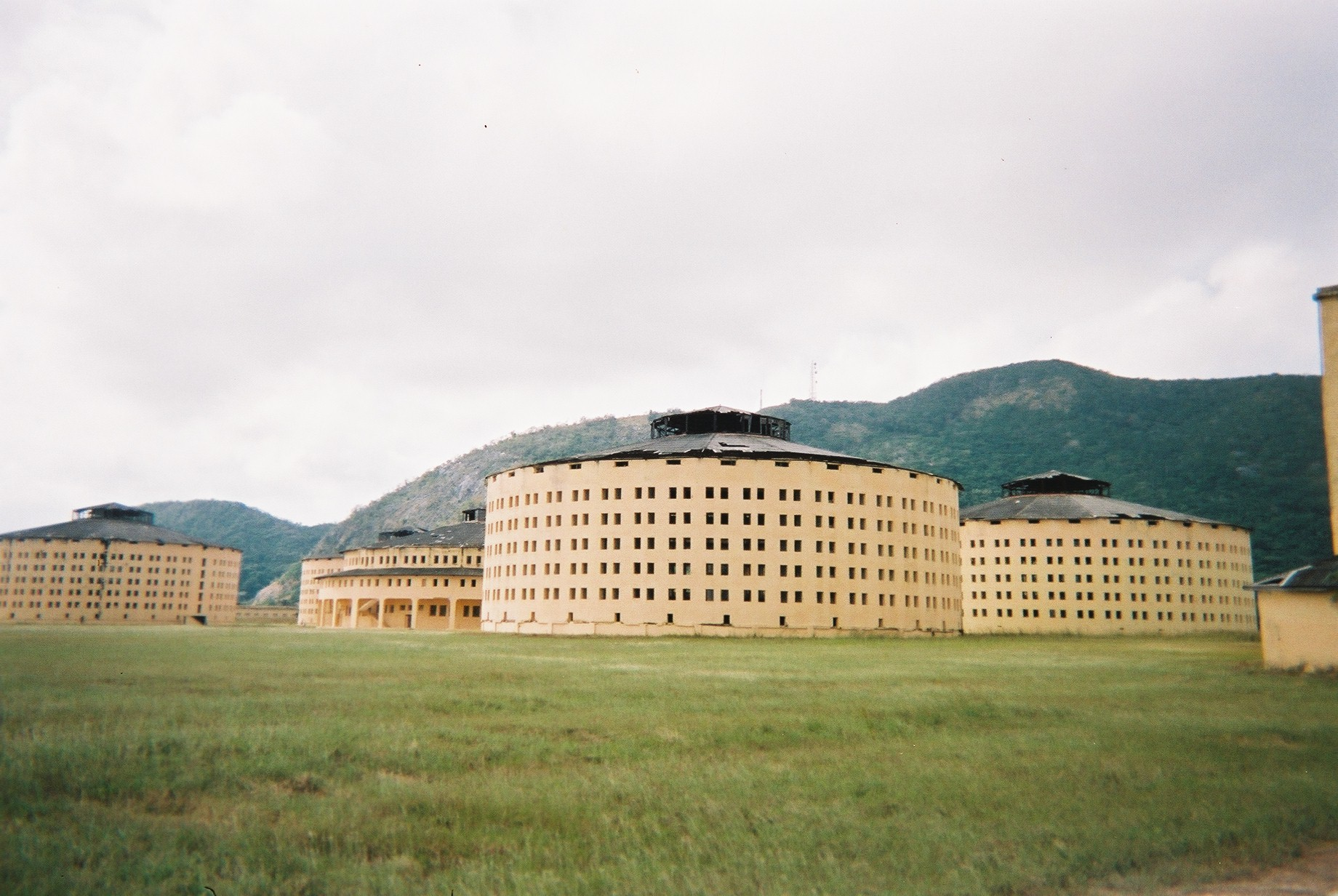
Das ehemalige Gefängnis Presidio Modelo auf der kubanischen Insel Isla de la Juventud

Alle Bauten des Panopticon-Prinzips zeichnen sich dadurch aus, dass von einem zentralen Ort aus alle Fabrikarbeiter oder Gefängnisinsassen beaufsichtigt werden können. Im Mittelpunkt steht ein Beobachtungsturm, von welchem aus Zelltrakte abgehen (in sog. Strahlenbauweise). So kann der Wärter in der Mitte in die Zellen einsehen, ohne dass die Insassen wiederum den Wärter sehen können. Das liegt daran, dass die Gefangenen aus der Sicht des Wärters im Gegenlicht gut sichtbar sind, der Wärter selbst jedoch im Dunkel seines Standortes nicht ausgemacht werden kann. Mithin wissen diese nicht, ob sie gerade überwacht werden.
Von diesem Konstruktionsprinzip erhoffte sich Bentham, dass sich alle Insassen zu jeder Zeit unter Überwachungsdruck regelkonform verhalten und so abweichendes Verhalten vermeiden, da sie jederzeit davon ausgehen müssten, beobachtet zu werden. Dies führe vor allem durch die Reduktion des Personals zu einer massiven Kostensenkung im Gefängnis- und Fabrikwesen, denn das Verhältnis zwischen erzeugter Angst, beobachtet zu werden, und tatsächlich geleisteter Überwachungsarbeit ist sehr hoch.

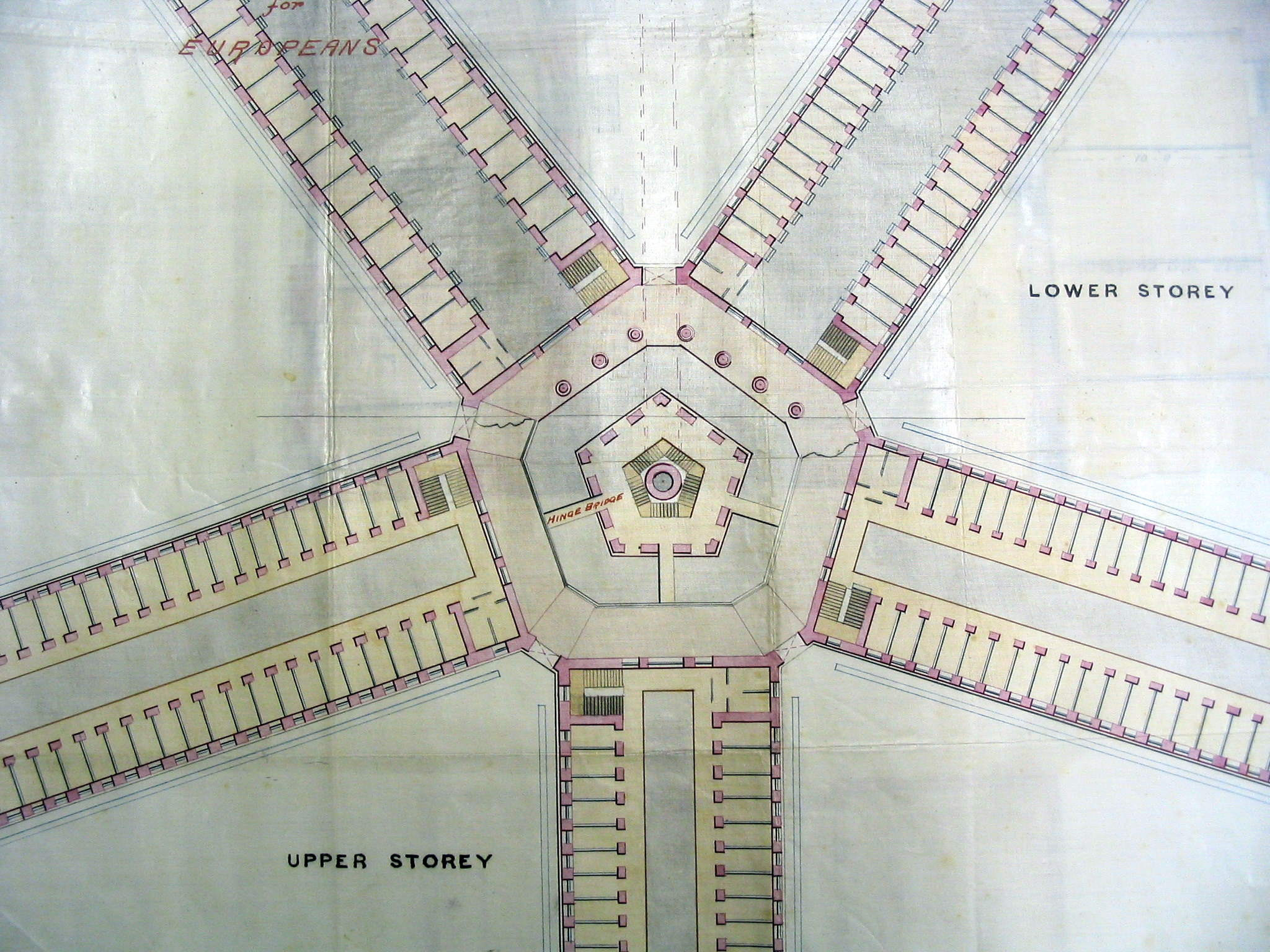
Sternförmig verlaufende Gänge – Zeichnung für ein geplantes Gefängnis in Outram, Singapur (1880)

## Umsetzung
Die Panopticon-Bauweise, eigentlich für das Beaufsichtigen von Fabrikarbeitern entworfen, sollte 1811 zum ersten Mal in einem Gefängnisbau verwirklicht werden. Das Projekt wurde jedoch abgebrochen, Bentham wurde für seinen Planungsaufwand zwei Jahre später mit 23.000 £ entschädigt.
Die Panopticon-Idee beeinflusste einige Gefängnisbauten der viktorianischen Zeit. Eine Abwandlung des Prinzips bestand darin, dass von einem zentralen Punkt aus alle sternförmig verlaufenden Korridore eingesehen werden können. Die Londoner Strafanstalt Pentonville Prison zeigt die Merkmale eines Panopticon-Baus. Sternförmig verlaufende Korridore haben bzw. hatten auch das Holloway Prison (London), Wandsworth (London), Port-Arthur (Australien), das Zellengefängnis Moabit (Deutschland), die JVA Mannheim (Deutschland), die JVA Münster (Deutschland), das Zellengefängnis Nürnberg (Deutschland) und das Gefängnis auf der italienischen Insel Santo Stefano.
Im Presidio Modelo (span. „Modellgefängnis“), Kuba, ist Benthams Baukonzept umfänglich realisiert. Es wurde 1928 durch den Diktator Gerardo Machado erbaut, 1967 geschlossen und zum nationalen Monument erklärt. Das Konzept des Panopticons wurde unter anderem im 1925 eingeweihten Stateville Correctional Center im US-Bundesstaat Illinois umgesetzt. Weitere Gefängnisse im Sinne Benthams wurden in Australien (1830), Mailand (1944) und Ho-Chi-Minh-Stadt (1953) erbaut.

## Rezeption und Reflexion

### Michel Foucault: Panoptismus
Foucault deutete Benthams architektonisches Prinzip in seinem Buch Überwachen und Strafen als Symbol für das Ordnungsprinzip westlich-liberaler Gesellschaften (s. auch Panoptismus).

### Zygmunt Bauman: Postpanoptikum
In Anlehnung an Foucault erinnert Zygmunt Bauman in seinem Werk „Flüchtige Moderne“ an das Panoptikum als ein Beispiel für moderne, territoriale Macht. Gleichzeitig unternimmt Bauman den Versuch, anhand des Panoptikums sinnbildlich zu zeigen, dass sich die Verhältnisse in der Postmoderne „verflüchtigen“ und die Macht sich unabhängig von Territorien, zum Beispiel mit Hilfe von elektronischen Signalen (Smartphone, Internet etc.), bewegt. Den gegenwärtigen Zustand der Postmoderne bezeichnet er auch als „post-panoptisch“.
Es ist aber nicht nur der gesellschaftliche Bereich der „Delinquenz“, der sich als „post-panoptisch“ im Sinne von Bauman charakterisieren lässt, denn auch der Alltag ist zunehmend durch elektronische Signale kontrolliert. Heute gibt es eine Vielzahl von Überwachungskameras an öffentlichen Plätzen und in Geschäften, aber auch die tägliche Arbeit ist oftmals mehr oder weniger elektronisch erfasst.

### Branden Hookway: Panspectron
Der Informationstheoretiker Branden Hookway führte 2000 das Konzept des Panspectrons ein, eine Weiterentwicklung des Panopticons dahingehend, dass es kein Objekt der Überwachung mehr definiert, sondern alle und alles überwacht wird. Das Objekt wird erst im Zusammenhang mit einer konkreten Fragestellung definiert.

### Belletristik und Film
In verschiedenen dystopischen Romanen findet sich das Panoptikum-Prinzip:
- In George Orwells 1984 sind in allen Wohn-, Aufenthalts- und Arbeitsräumen Überwachungskameras installiert.
- In Jewgenij Samjatins Wir haben die Häuser der Menschen Glaswände.
- In John Twelve Hawks Traveler arbeitet eine Geheimorganisation daran, eine globale Überwachung nach dem Panoptikum-Prinzip aufzubauen.
- In Alan Moore und David Lloyds V wie Vendetta spielt die Handlung in einem kameraüberwachten Staat nach dem Panoptikum-Prinzip.
- In Gordon Dahlquists Die Glasbücher der Traumfresser ist eine mehrmalige Anspielung auf das Panoptikum-Prinzip zu finden, sowie ein Gefängnisraum, der nach den ersten Plänen Jeremy Benthams gebaut wurde.
- Im Film Fortress – Die Festung hat das unterirdische MenTel-Gefängnis eine gleichartige Bauform.
- Im Film Guardians of the Galaxy ist das Kyln-Gefängnis nach dem Panopticon-Prinzip aufgebaut.
- Im Podcast The Magnus Archives ist das unter dem gleichnamigen Institut liegende Millbank Gefängnis nach dem Panopticon-Prinzip aufgebaut.